# ピストンレス・ロータリーエンジン

Libralatoエンジン。ロータリーアトキンソンサイクルエンジン。

ピストンレス・ロータリーエンジン（英語: pistonless rotary engine）は、レシプロエンジンとは異なり、ピストンを使用しない内燃機関である。様々な設計があるが、典型的には1つ以上のローター（ロータリーピストンと呼ばれることもある）を含んでいる。様々な設計に基づくピストンレス・ロータリーエンジンが製造されたものの、実用・量産化されたのはヴァンケルエンジンのみである。

## 解説
ピストンレス・ロータリーエンジンでは、ピストンの直線往復動運動をより複雑な圧縮/膨張運動に置き換えている。その目的は、エンジンの運転のいくつかの側面の改善、例えばより高効率な熱力学サイクル、より低い機械的応力、より低い振動、より高い圧縮、あるいは機構の複雑さの低減などにある。2023年現在、ヴァンケルエンジンが唯一成功を収めたピストンレス・ロータリーエンジンであるが、多くの同様のコンセプトが提唱され、様々な開発段階にある。以下に開発段階別のピストンレス・ロータリーエンジンの一覧を示す。他にガスタービンエンジンの圧縮機とタービンを、非タービン式かつ非ピストン式のロータリー圧縮機と圧力モーターに置き換えた方式も考えられる。
- 生産段階
  - ヴァンケルエンジン
  - リキッドピストン社のX-エンジン
  - ボーシャンプ・タワー（英語版）の19世紀の球形蒸気機関[1]（実際には蒸気機関として使用されたが、理論的には内燃機関としての使用にも適応性がある）
- 開発段階
  - EngineAir（英語版）のエンジン
  - ハミルトン・ウォーカー（英語版）のエンジン
  - Libralatoロータリーアトキンソンサイクルエンジン
  - クワージタービン（英語版）
  - RKMエンジン（英語版）（ドイツ語: RotationsKolbenMaschine）
  - サリッチ・オービタルエンジン（英語版）
  - トロキリックエンジン（英語版）
  - ウェーブディスクエンジン（英語版）
  - 章動ディスクエンジン（英語版）
- 構想段階
  - ジェローター（英語版）
  - IRISエンジン

## 推薦文献
- Jan P. Norbye: 'Rivals to the Wankel: A Roundup of Rotary Engines', Popular Science, Jan 1967, pp 80–85.
- Article referencing the October 1964 issue of Mechanix Illustrated and the AMC/Rambler rotary